# Gesellschaft für Pädiatrische Gastroenterologie und Ernährung
Die Gesellschaft für Pädiatrische Gastroenterologie und Ernährung (GPGE) ist eine wissenschaftliche Fachgesellschaft, die die in den Bereichen Gastroenterologie und Ernährungsmedizin Ärztinnen und Ärzte vertritt. Die GPGE ist Mitglied der Arbeitsgemeinschaft der Wissenschaftlichen Medizinischen Fachgesellschaften (AWMF).

## Ziele und Aufgaben
Die Gesellschaft setzt sich laut Satzung für den Fortschritt in der Grundlagenforschung, Diagnostik und Therapie der Krankheiten des Magen-Darm-Traktes und seiner Anhangsorgane im Kindesalter sowie für die Förderung von Wissenschaft und Forschung auf dem Gebiet der Säuglings- und Kinderernährung ein. Sie will die auf diesen Gebieten tätigen Ärzte zusammenführen und durch enge Zusammenarbeit, Erfahrungs- und Meinungsaustausch die Weiterentwicklung dieser Subspezialitäten der Kinderheilkunde fördern. Darüber hinaus sollen die wissenschaftlichen und klinischen Erkenntnisse der pädiatrischen Gastroenterologie und Ernährung für die gesamte Medizin, insbesondere aber für die Pädiatrie nutzbar gemacht werden.
Der Satzungszweck wird verwirklicht insbesondere durch Durchführung wissenschaftlicher Veranstaltungen, Forschungsvorhaben, Förderung von wissenschaftlichem Nachwuchs, Fortbildung von Ärzten und medizinischen Assistenzberufen sowie durch Öffentlichkeitsarbeit.

## Aktivitäten

### Arbeitsgemeinschaften
Innerhalb der Gesellschaft haben sich zahlreiche Arbeitsgemeinschaften formiert. Arbeitsgebiete sind zum Beispiel: Chronisches Darmversagen, Endoskopie, Ernährung und Ernährungsmedizin, Diätetik, Mikrobiom.

### GPGE-Zertifizierung
Die Gesellschaft bietet zwei Zertifizierungsprogramme an. Einzelpersonen können sich als GPGE-Gastroenterologin/GPGE-Gastroenterologe für Kinder und Jugendliche zertifizieren lassen. Weiterbildende Einrichtungen haben die Möglichkeit, sich als GPGE-Weiterbildungszentrum (WBZ) zertifizieren zu lassen.

### Veranstaltungen
Die GPGE richtet Fortbildungsveranstaltungen und wissenschaftliche Symposien aus, auf der die Standards der Diagnostik und Therapie von Erkrankungen des Fachgebiets, innovative Therapieansätze und aktuelle Forschungsergebnisse vorgestellt und diskutiert werden.

## Veröffentlichungen
Die Gesellschaft veröffentlicht Stellungnahmen zu Vorgehensweisen, Maßnahmen und Standards in ihrem Fachgebiet. Hierzu gehören auch medizinische Leitlinien.

## Ehrungen und Preise
Die Gesellschaft ernennt Ehrenmitglieder und lobt unter anderem folgende Preise aus: GPGE-Wissenschaftspreis, GPGE-Ernährungspreis, Paul-Caspar-Tyrell-Preis.
Ehrenmitglieder (Stand 20. September 2024):

- Michael Becker (Berlin)
- Rolf Behrens (Erlangen)
- Martin Burdelski (Osterode am Harz)
- Heinrich Brunner (Bad Endorf, * 22. Mai 1927; † 27. August 2015)
- Johann Deutsch (Graz)
- Dietrich Feist (Ladenburg)
- Gerhard Granditsch (Wien)
- H. K. Harms (München-Solln)
- Willi Heine
- Jobst Henker
- Sybille Koletzko (München)
- Michael J. Lentze
- Walter Nützenadel (Heidelberg)
- Hans-Georg Posselt (Frankfurt a. M.)
- Michael Radke (Rostock)
- Erich Rossipal (Graz, † 31. August 2023)
- David H. Shmerling (Grüt CH; * 3. August 1928; † 19. Mai 2020)
- Ursula Wachtel (Berlin)
- Klaus-Peter Zimmer (Gießen)

## Kooperationen
Die Gesellschaft unterhält Partnerschaften mit zahlreichen Organisationen, insbesondere auch mit Selbsthilfeorganisationen. Dazu gehören folgende ärztlichen Fachgesellschaften:
- Deutsche Gesellschaft für Kinderheilkunde und Jugendmedizin (DGKJ)
- Deutsche Gesellschaft für Verdauungs- und Stoffwechselerkrankungen (DGVS)
- Österreichische Gesellschaft für Kinder- und Jugendheilkunde (ÖGKJ)
- Österreichische Gesellschaft für Gastroenterologie und Hepatologie (ÖGGH)
- Deutsche Gesellschaft für Kinderchirurgie (DGKCH)

## Geschichte
Die Gesellschaft wurde im Jahr 1985 in Ising gegründet. Gründungsmitglieder waren unter anderem Heiner Brunner, Karl-Heinz Niessen, David Shmerling, Manfred Teufel. Seit 2000 ist die GPGE Mitglied der AWMF.